# Kennemer College
Het Kennemer College is een voormalige Nederlandse school voor voortgezet onderwijs in Heemskerk en Beverwijk. Het was het resultaat van een fusie tussen 5 Beverwijkse-Heemskerkse scholen, te weten het Augustinus College, het Berlingh College, het Maarten van Heemskerck college en het Baandert College en het later er bij gekomen Tender College. 
Het Kennemer college bestaat sinds 2022 niet meer, alle scholen hebben nu een eigen naam, te weten Dalí College, Forta, Skills College en het Castor College. 

## Richtingen
De school had de richtingen gymnasium, atheneum, havo, vmbo (BB, KB en TL), praktijkonderwijs en LWOO.

## Locaties
De school had 4 verschillende locaties namelijk:

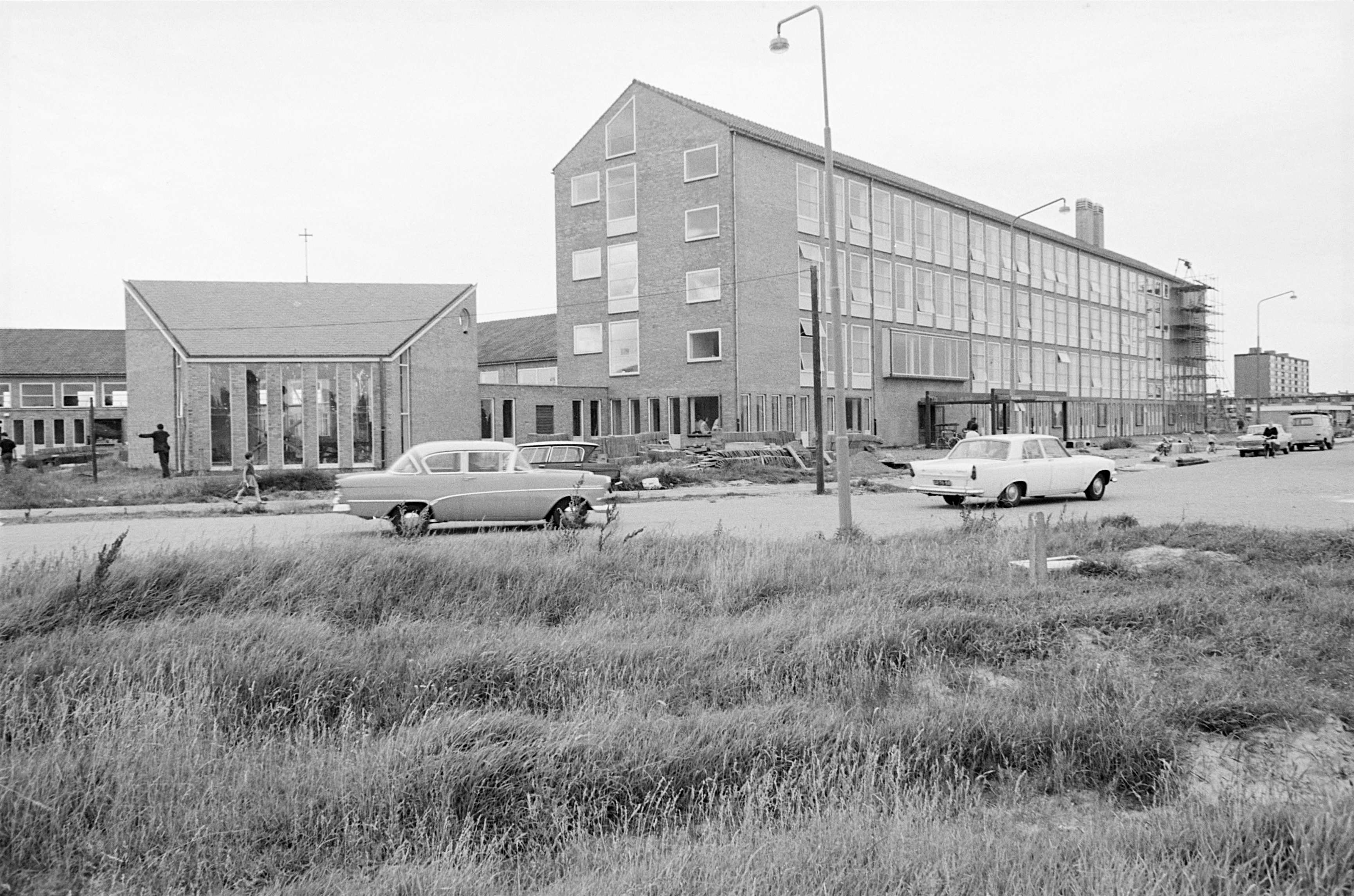
Het Pius X College in 1965

- 'Büllerlaan', Beverwijk, met gymnasium, atheneum en havo (voormalig Augustinus College, voorheen Pius X College (1954)[1])

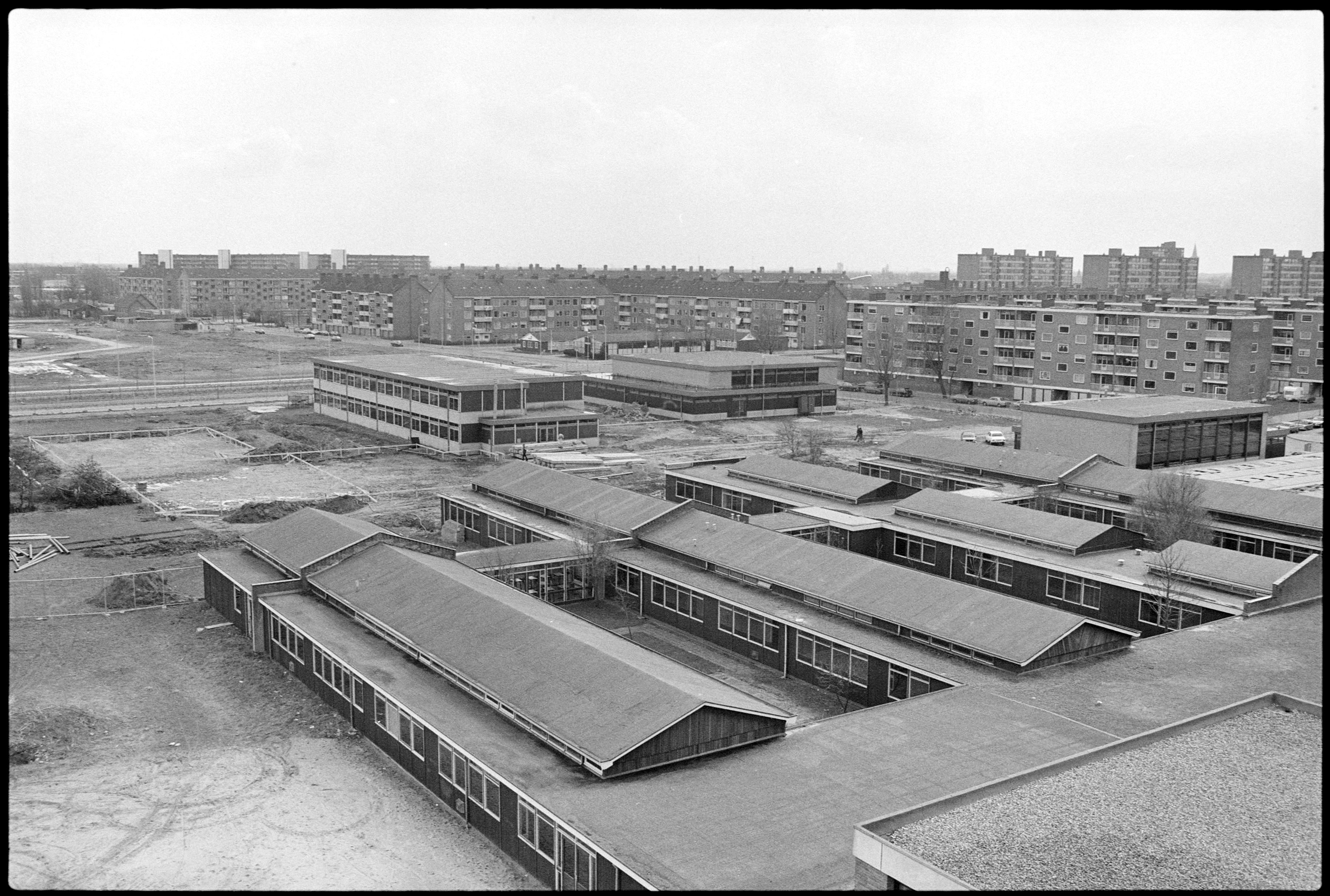
Het Berlingh College in 1979

- 'Plesmanweg', Heemskerk, met vmbo-t (voormalig Berlingh College, voorheen Openbare Scholengemeenschap (1968); daarvoor 2e Openbare ULO en Gemeentelijk Lyceum (1960)[2])

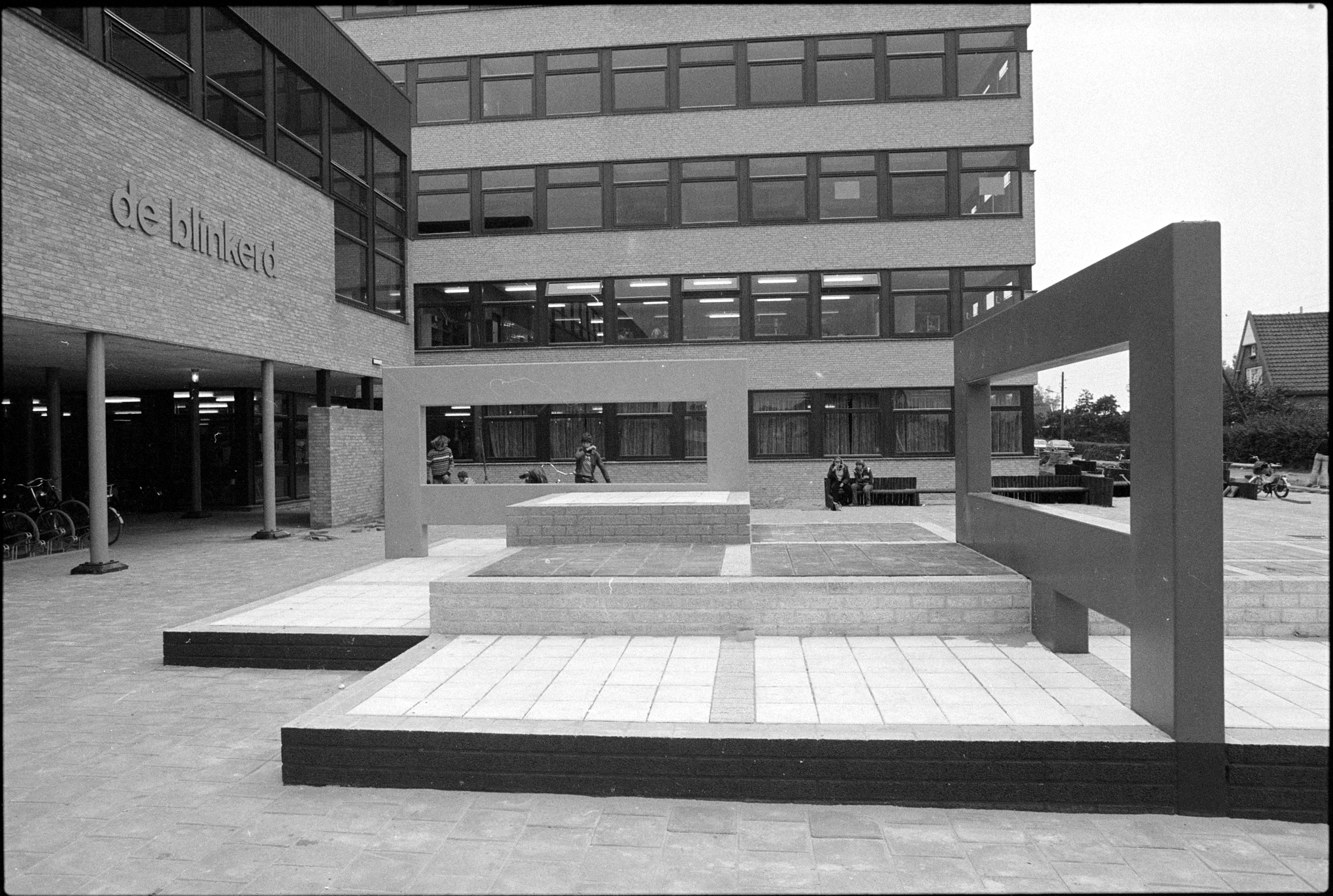
De Blinkerd in 1978

- 'van Riemsdijklaan' Heemskerk, vmbo beroeps (voormalig Maerten van Heemskerck en Baandert college, voorheen huishoudschool De Blinkerd)
- 'Jan van Kuikweg', Heemskerk, met praktijkonderwijs en lwoo,klassen 1 tot en met 4 (het vroegere Tender College)

## Bekende alumni en personeel

### Alumni
- Pieter Storms;
- Rafael van der Vaart;
- Astrid Joosten;
- Kim-Lian van der Meij;
- Kaj van der Voort;
- Gerard Hali.
- Alessandro di Bucchianico

### Personeel
- Thea de Roos-van Rooden, docent geschiedenis Pius X College.
- Henk Waltmans
- Jan de Boer